# Boccanera-Platten

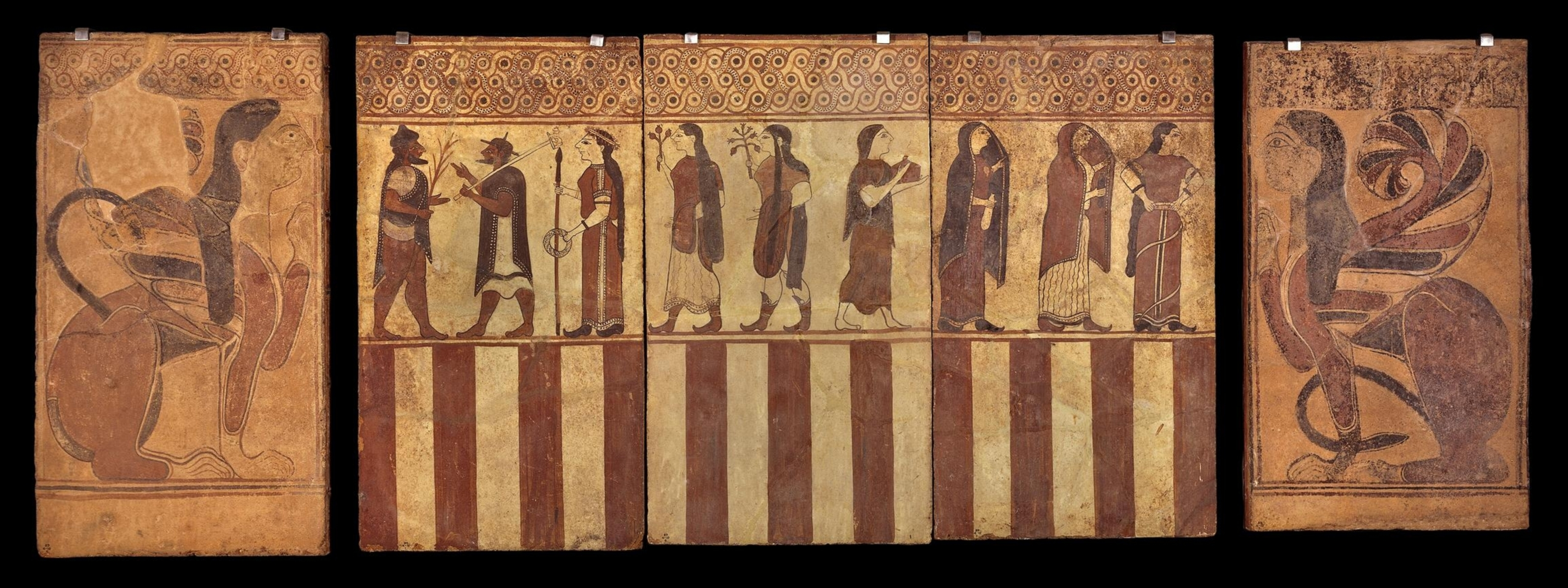
Die etruskischen Boccanera-Platten

Die Boccanera-Platten sind etruskische Artefakte aus dem 6. Jahrhundert v. Chr. und befinden sich heute im Britischen Museum in London. Die fünf bemalten Terrakotta-Tafeln stammen aus einem etruskischen Kammergrab.

## Entdeckung
Die Boccanera-Platten wurden 1874 in einem kleinen Grab in der Banditaccia-Nekropole von Cerveteri gefunden. Sie sind benannt nach ihren Entdeckern, den Brüdern Boccanera. Die Fundstätte wird heute als „Boccanera-Grab“ bezeichnet. Die drei zentralen Tafeln waren an der Rückwand des Kammergrabes angebracht, die beiden Sphinxe flankierten die Innenseiten eines Durchgangs. Die Tafeln gelangten anschließend in den Besitz von Wolfgang Helbig, einem deutschen klassischen Archäologen, der sie 1889 an das Britische Museum verkaufte, wo sie unter der Nummer 1889,0410.1-5 registriert sind.

## Beschreibung
Die Boccanera-Platten sind aus Terrakotta gefertigt, einer unglasierten Tonware aus Tonmineralen. Sie wurden nach dem Brennen glatt poliert und anschließend bemalt. Die Tafeln besitzen nicht ganz einheitliche Maße. Ihre Höhe schwankt zwischen 98 und 102 cm und ihre Breite variiert zwischen 56 und 57 cm. Die Tafeln stammen aus der archaischen Epoche der etruskischen Kunst. Sie werden auf 560 bis 550 v. Chr. datiert.

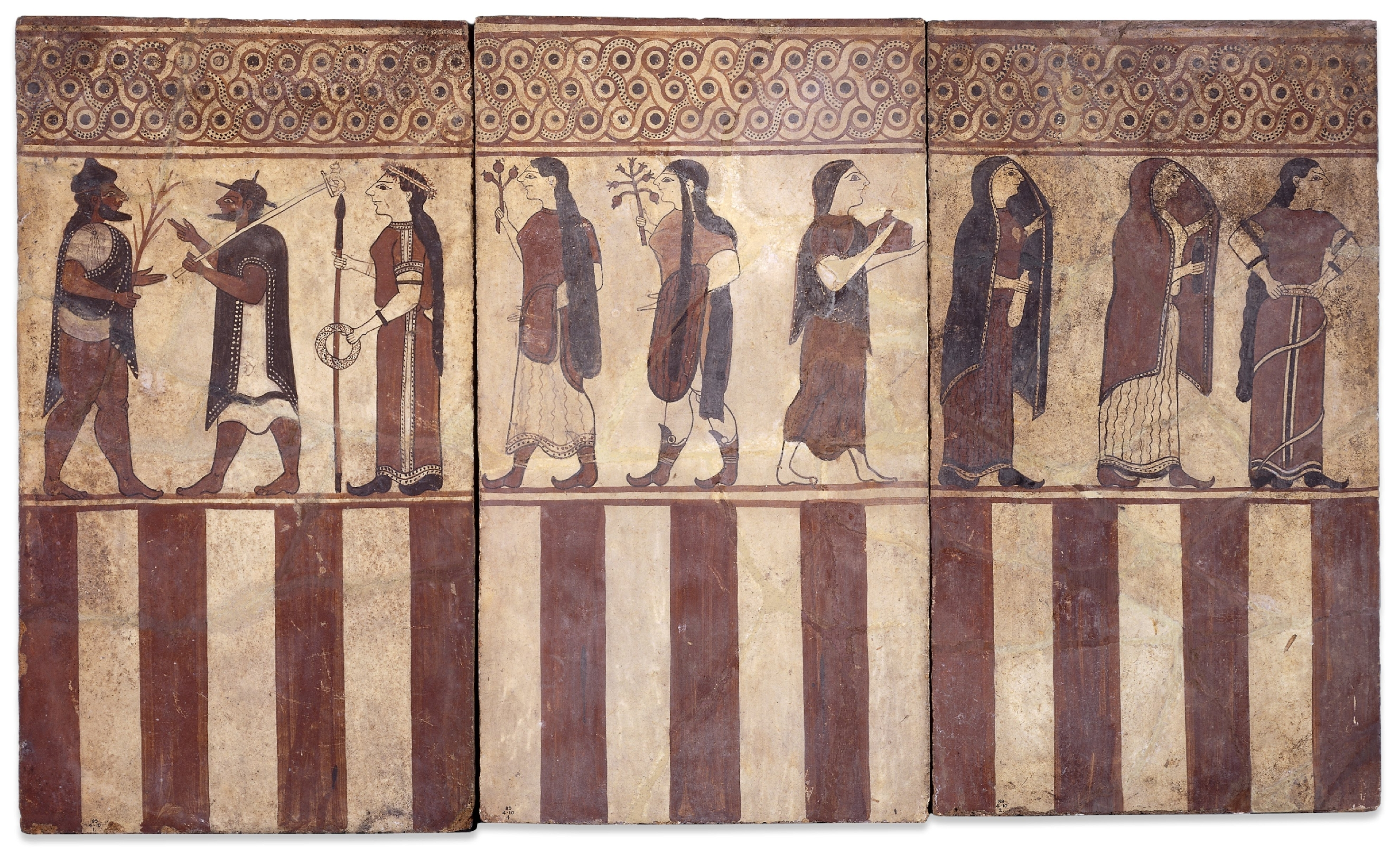
Boccanera-Platten mit Figurenfries

Die drei mittleren Tafeln sind jeweils in drei Felder eingeteilt. Im unteren Feld wechseln sich senkrechte karminrote und cremefarbene Streifen ab. Die mittleren Felder zeigen insgesamt zwei Männer- und sieben Frauenfiguren, die in zwei Personengruppen angeordnet sind. Das obere schmale Feld besteht aus einem Guilloche-Muster, das auch bei der Bearbeitung von Metallen Verwendung fand. Die drei Felder sind jeweils durch drei dünne waagrechte Streifen mit der Farbfolge rot-weiß-rot voneinander getrennt. Auf den beiden seitlichen Tafeln ist jeweils eine Sphinx in Form eines geflügelten Löwen mit dem Kopf einer Frau und einem Schlangenschwanz abgebildet.

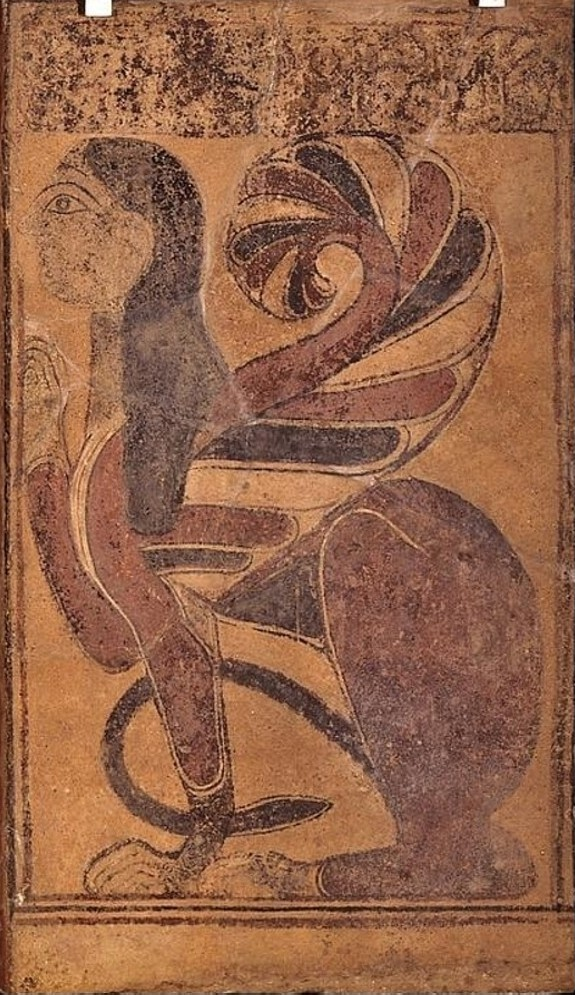
Boccanera-Platte mit Sphinx

Im linken Abschnitt des Figurenfelds bewegt sich von rechts eine von einem Mann angeführte Frauengruppe auf eine zweite männliche Person zu, so dass die beiden Männer einander zugewandt sind. Der linke Mann ist mit einem kurzen Chiton bekleidet, der rechte Mann mit einem Dreiviertel-Chiton, der ihm über die Knie reicht. Dazu tragen die Männer jeweils einen Umhang und eine Kopfbedeckung. Der Mann links hält einen Pflanzenzweig in der Hand, der Mann rechts einen Stab, der oben mit der Darstellung eines Miniaturstiers abschließt.
Die erste Frau von links trägt einen langen roten Chiton mit breiten Nähten und Ärmeln, der offenbar aus dicker Wolle gewebt ist. In Händen hält sie einen Speer und einen Kranz, auf dem Kopf trägt sie einen Stirnreif. Die mittlere Frau ist mit einem etwas kürzeren weißen Chiton bekleidet, der aus feinerem Material gewebt ist. Darüber trägt sie eine dickere Überbekleidung mit Ärmeln. Die dritte Frau hat ihre Beine anscheinend unbedeckt, nur ihr Oberkörper ist mit einer festeren Kleidung mit Ärmeln bedeckt. Beide Frauen tragen Granatapfel-Zweige in der rechten Hand, über ihren linken Unterarm liegt jeweils ein Umhang oder Mantel. Alle drei Frauen tragen an ihren Füßen Calcei repandi, spitze, knöchelhohe, geschlossene Stiefel. Die Haare aller drei Frauen lassen die Ohren unbedeckt und sind bemerkenswert lang.
Im rechten Abschnitt des Figurenfelds sieht man vier nach rechts gewandte Frauen. Die erste von rechts ist trägt wieder einen langen roten Chiton mit breiten Nähten und Ärmeln und scheint sich ihren Gürtel zurechtzurücken. Ihr folgen zwei Frauen, die jeweils einen langen feinen Chiton tragen zusammen mit einem Umhang, den sie mit der linken Hand am Saum festhalten und der ihren Kopf bedeckt. In ihrer rechten Hand halten sie jeweils ein Alabastron zur Aufbewahrung von Ölen, Salben, kostbaren Duftstoffen und aromatischen Essenzen. Die letzte Frau der Gruppe ist mit einem kürzeren Chiton bekleidet und trägt mit beiden Händen eine Pyxis, einen Behälter zur Aufbewahrung von Schmuck und Kosmetika. Hier hat nur die Frau ganz rechts auffallend lange und dazu gewellte Haare.

## Deutung
Zunächst war unklar und umstritten, welche Ereignisse durch die beiden Personengruppen dargestellt werden sollten. Man vermutete, dass die beiden Männer auf der linken Seite Priester charakterisieren, vielleicht einen Haruspex, der Blitze deutete und aus den Eingeweiden von Opfertieren weissagte, und einen Augur, der den Flug und die Laute der Vögel und anderer Tiere deutete. Die weibliche Figurengruppe wurde als Trauerzug aus dem Totenkult oder als Szene der Verehrung einer Göttin interpretiert, die der Prozession voranschreitet.
Heute geht man davon aus, dass in der linken Szene das Urteil des Paris dargestellt wird. Hermes, der anhand seiner typischen Kopfbedeckung, dem Petasos, identifiziert werden kann, führt nacheinander von links nach rechts die drei konkurrierenden Göttinnen Athene, Hera und Aphrodite zu Paris, der nun seine Wahl treffen soll. Die Etrusker übernahmen häufig Szenen aus der griechischen Mythologie und identifizierten ihre Gottheiten mit Figuren aus dem griechischen Pantheon. Turms wurde mit Hermes gleichgesetzt, Menrva mit Athene, Uni mit Hera und die etruskische Liebesgöttin Turan mit Aphrodite. Menrva bzw. Athene glaubt man insbesondere an ihrem Speer als Attribut einer Kriegsgottheit erkennen zu können. Der Kranz, den sie in einer Hand hält, könnte als Symbol des Sieges im Kampf gedeutet werden. Der Granatapfelzweig verweist als Symbol der Fruchtbarkeit auf einen besonderen Aspekt der Göttin Uni. Die körperliche Attraktivität der dritten weiblichen Figur, die mit ausladenden Brüsten und entblößten Beinen betont wird, könnte auf Turan bzw. Aphrodite, die Gewinnerin des Wettstreits, hindeuten. 

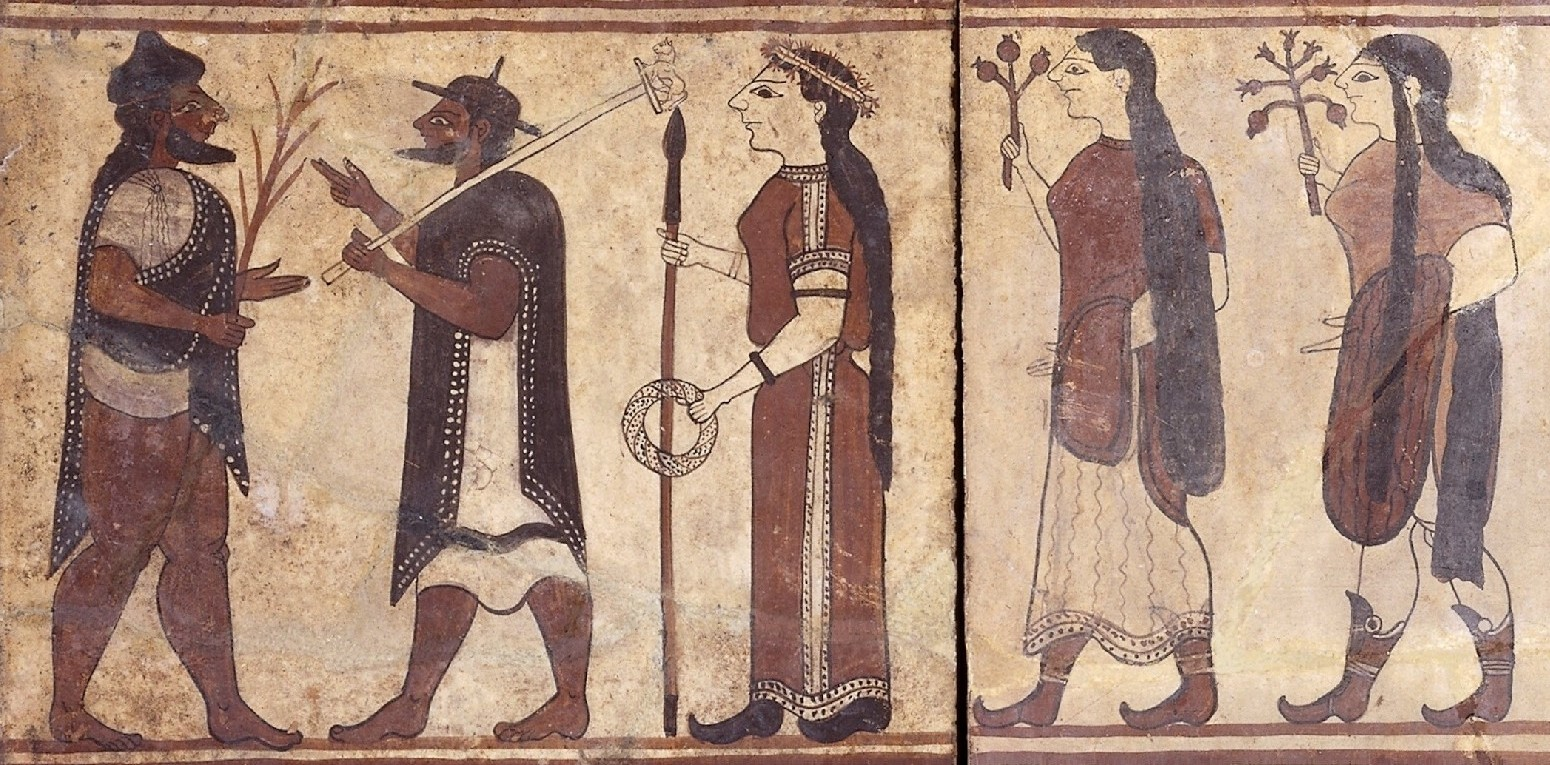
Das Urteil des Paris
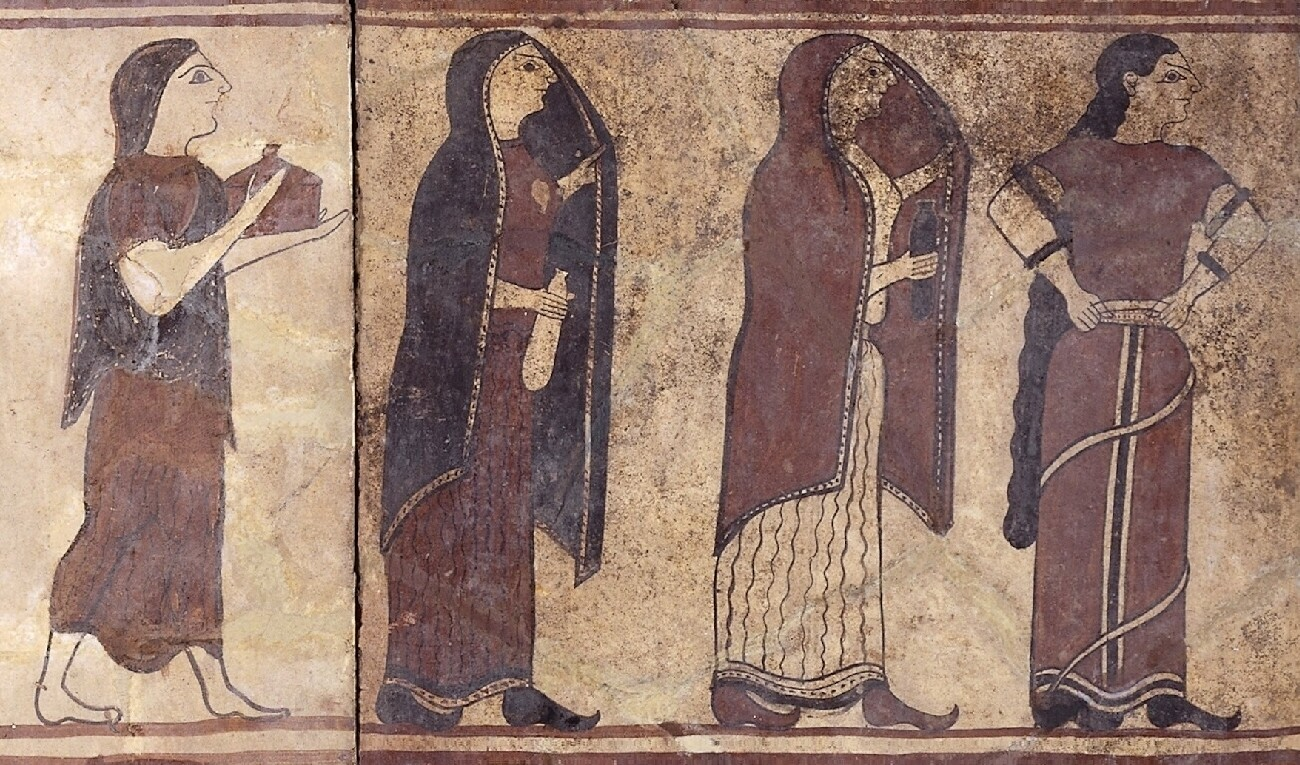
Die Toilette der Helena

Paris wurde mit seinem zweiten Namen Alexandros als Alcsentre oder auch Elchsntre in die etruskische Mythologie übernommen. Er trägt eine einfache bäuerliche Kopfbedeckung aus Leder, Filz oder Wolle, die als Pilleus bezeichnet wird und ihn vielleicht als Schäfer charakterisieren soll. Paris wählte Aphrodite, da sie ihm die schönste Frau der Welt versprochen hatte, und dies war Helena, die Ehefrau von Menelaos, dem Prinzen von Mykene und späteren König von Sparta. Die einvernehmliche Entführung der Helena durch Paris löste den Trojanischen Krieg aus. Insofern dürfte die Szene auf der rechten Seite nach herrschender Meinung die Toilette der Helena darstellen, also den Vorgang des Schminkens, Frisierens und Ankleidens. Nach dieser Deutung steht Helena ganz rechts und lässt sich von ihren Dienerinnen Gefäße mit Schmuck und kostbaren Essenzen reichen. Der Name der Helena fand als Elinei Einzug in die etruskische Sprache.

## Hintergrund
Ungewöhnlich an den Boccanera-Platten sind zwei Gesichtspunkte: In etruskischen Gräbern findet man selten Szenen, die Episoden aus der griechischen Mythologie darstellen. Ferner wurden die meisten etruskischen Grabmalereien direkt auf die verputzten Grabwände gemalt. Insofern ist denkbar, dass die Tafeln vorher in einem öffentlichen oder privaten Gebäude ausgestellt waren. Man geht heute davon aus, dass zu dieser Zeit auch Tempel und private Räumlichkeiten mit solchen Tafeln ausgekleidet waren. Die Streifenmuster unten und das dekorative Geflecht oben auf den Boccanera-Platten könnten Strukturen von Stoffen nachahmen oder dekorative Malereien aus Wohnräumen wiedergeben. Die Darstellung von Sphinxen, die die Etrusker von den Griechen übernommen hatten, stammt aus der orientalisierenden Periode und findet sich häufig in der Grab- und Vasenmalerei. Sphinxe verkörperten die Universalität und Unvermeidbarkeit des Todes und galten als Wächter des Grabes. Zu den wenigen erhalten gebliebenen Terrakotta-Tafeln dieser Art zählen auch die Campana-Platten.
Die Boccanera-Platten liefern auch einen Einblick in die Bekleidungskultur der Etrusker, deren Wandel man anhand von Skulpturen und Malereien über die Jahrhunderte nachvollziehen kann. Im 7. Jahrhundert v. Chr. trugen die Männer in Etrurien einen Lendenschurz (Perizoma). Im frühen 6. Jahrhundert v. Chr. kam der kurze Chiton aus Griechenland in Mode, man ergänzte ihn aber bald durch einen kurzen Mantel oder Umhang. In der Mitte des 6. Jahrhunderts v. Chr. wurde der Dreiviertel-Chiton mit Umhang üblich. Schließlich war am Ende des 6. Jahrhunderts v. Chr. der kurze Chiton ohne Oberbekleidung das Kennzeichen von Sklaven. Die Boccanera-Platten veranschaulichen die Bekleidungsmode Mitte des 6. Jahrhunderts v. Chr. Alcsentre/Paris trägt einen sehr kurzen Chiton mit einem um eine Schulter und den Oberkörper gewickelten Umhang. Turms/Hermes dagegen ist mit einem Dreiviertel-Chiton gekleidet. Er trägt dazu einen längeren Umhang, der wahrscheinlich mit Hilfe einer Öffnung über den Kopf gezogen wird. Eine Kopfbedeckung scheint zumindest in der Aristokratie üblich gewesen zu sein.

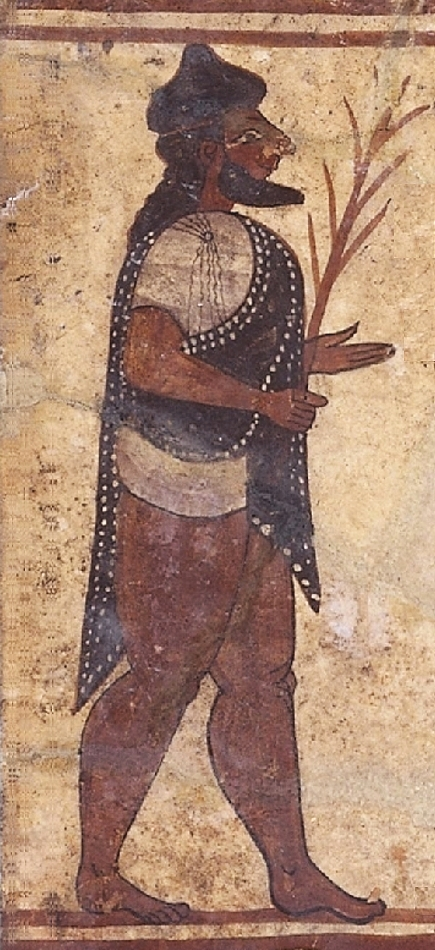
Alcsentre (Paris)
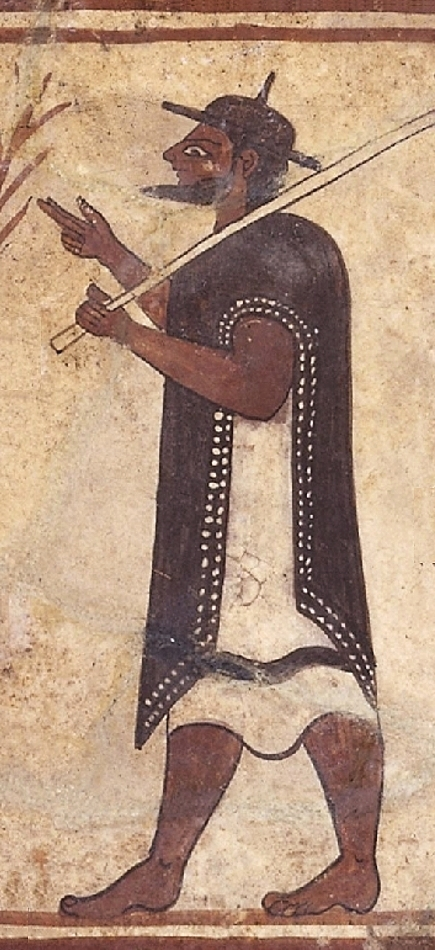
Turms (Hermes)
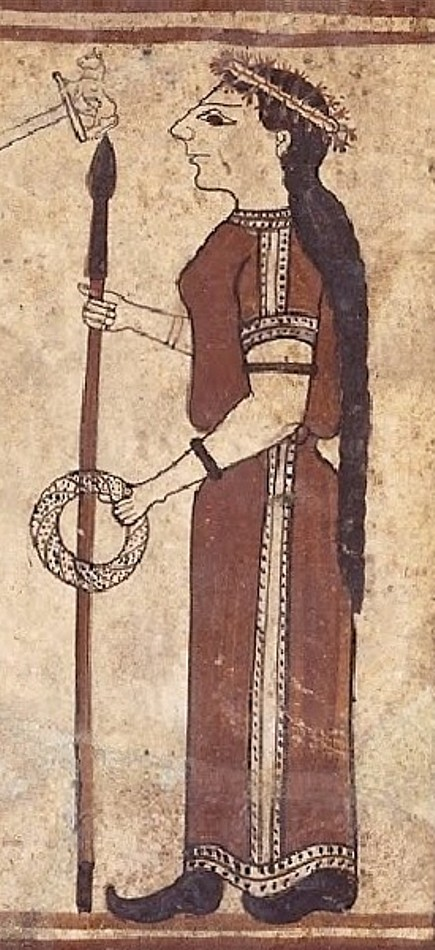
Menrva (Athene)
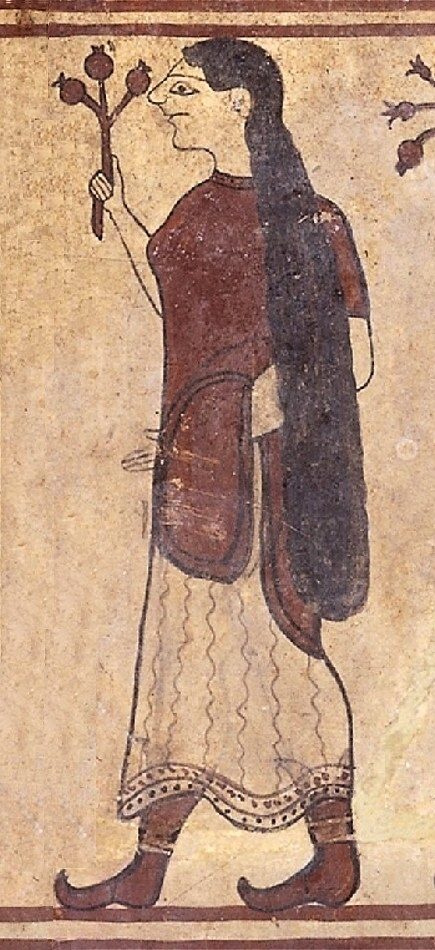
Uni (Hera)

In der Damenmode war zu Beginn des 6. Jahrhunderts v. Chr. der lange dorische Chiton vorherrschend, der aus dicker Wolle genäht wurde und meist kurze Ärmel besaß. Eine Oberbekleidung über den dorischen Chiton war nicht üblich. Mitte des 6. Jahrhunderts v. Chr. kam der feinere und kürzere ionische Chiton in Mode, der aus Wolle oder auch Leinen gefertigt wurde. Darüber trug man einen Mantel oder Umhang. Auf den Boccanera-Platten sind beide Chiton-Varianten dargestellt: Menrva/Athene und Elinei/Helena tragen einen dorischen Chiton ohne Oberbekleidung. Uni/Hera ist mit einem kürzeren ionischen Chiton bekleidet, über dem sie ein Oberteil aus festerer Wolle mit Ärmeln trägt. Ihr weißer Chiton ist so fein genäht, dass man Stiefel und Beine durchschimmern sieht. Eine der Dienerinnen trägt ebenfalls einen kurzen durchsichtigen ionischen Chiton, der aber einfacher gearbeitet scheint und keine Bordüre besitzt. Die beiden anderen Dienerinnen sind jeweils mit einem langen ionischen Chiton bekleidet.